# Cherax nucifraga
Cherax nucifraga é uma espécie de crustáceo da família Parastacidae.
É endémica da Austrália.